# Edgar Bainton
Edgar Leslie Bainton (Londres, 14 de febrer de 1880 - Sydney, 8 de desembre de 1956), va ser un compositor, director, pianista i professor britànic. Avui se'l recorda principalment pel seu himne litúrgic And I saw a new heaven, una obra popular en el repertori de la música de l'església anglicana, però durant els darrers anys les altres obres musicals de Bainton, desateses durant dècades, han estat cada cop més disponibles en enregistraments comercials.

## Joventut i carrera
Bainton era fill de George Bainton, un ministre de la Congregació, i de la seva dona, Mary, de soltera Cave. Bainton es va traslladar més tard amb la seva família a Coventry i va mostrar primers signes d'habilitat musical per tocar el piano; tenia nou anys quan va fer la seva primera aparició pública com a pianista solista. El 1891 va rebre una beca de música al "King Henry VIII Grammar School" de Coventry i el 1896 va guanyar una beca oberta al Royal College of Music per estudiar teoria amb Walford Davies. El 1899 va rebre una beca per estudiar composició amb Sir Charles Villiers Stanford. A la universitat es va fer amic de George Dyson, William Harris i especialment Rutland Boughton, l'amistat i el suport del qual van continuar al llarg de la carrera de Bainton. Bainton va guardar un quadern amb una llista de gairebé totes les seves composicions, la primera entrada va ser la seva primera obra supervivent coneguda, Preludi i fuga en si menor per a piano, escrita el 1898.
El 1901 Bainton es va convertir en professor de piano al "Newcastle upon Tyne Conservatory of Music". Es va implicar en l'escena musical local, component, tocant i dirigint i el 1905, es va casar amb una antiga alumna, Ethel Eales, amb qui va tenir dues filles. Ethel va ser una excel·lent pianista i cantant, i un membre fundador del Newcastle Bach Choir Va esdevenir el director del Conservatori el 1912, i va adquirir propietats per a la seva expansió. Alfred Wall estava en el personal allà, i Bainton també es va fer amistat amb William Gilles Whittaker. La família vivia a Stocksfield, prop d'Hexham. Bainton feia llargues passejades pel camp, sovint acompanyat per Wilfred Gibson, que va introduir Bainton al cercle literari que envoltava Gordon Bottomley. Bainton va col·locar molts dels poemes de Bottomley i va escriure una òpera per a un dels seus drames lírics. Va presentar a la seva àrea local obres fins ara desconegudes de Gustav Holst, Ralph Vaughan Williams i Arnold Bax, entre d'altres. Va desenvolupar amistats amb el poeta Elliott Dodds i l'organista de la catedral William Ellis.

## Presoner de guerra i llibertat
L'estiu de 1914 Bainton va visitar Alemanya per assistir al Festival de Bayreuth, però va ser arrestat després de l'esclat de la guerra. Com a estranger enemic masculí en edat militar, va ser enviat al camp de detenció civil de Ruhleben, prop de Berlín, on va romandre els quatre anys següents. Bainton es va encarregar de tota la música del campament i es va familiaritzar amb Ernest MacMillan, Edward Clark i Arthur Benjamin, entre altres músics d'èxit posteriors. Va mantenir moltes d'aquestes amistats al llarg de la seva carrera. El març de 1918 la seva salut es va deteriorar i va ser enviat a La Haia per recuperar-se. Després de l'armistici, es va convertir en el primer anglès a dirigir l'Orquestra Concertgebouw, en dos concerts de música britànica abans de tornar a Anglaterra.
La vida de Bainton va tornar a la normalitat i va tornar a Newcastle per reprendre la feina al Conservatori (del qual la seva dona Ethel s'havia fet càrrec en la seva absència). Les seves obres corals esdevingueren elements dels Festivals dels Tres Cors. Recorrent Austràlia i Canadà des d'abril de 1930 fins a gener de 1931, va fer una pausa per compondre, i d'agost a desembre de 1932 va visitar l'Índia, donant un recital de piano per a la "Indian Broadcasting Company". El poeta i músic Rabindranath Tagore el va fer convidar a Calcuta i el va introduir a la música índia. El 1933, Sir Edward Bairstow li va concedir un doctorat honorari en música a la Universitat de Durham.

## Austràlia
El Conservatori de Música de l'Estat de Nova Gal·les del Sud va quedar impressionat per la seva demostració d'habilitats el 1930, i li va oferir la direcció l'estiu de 1933. En conseqüència, el 1934 Bainton i la seva família van començar una nova vida a Austràlia.
Bainton va dirigir les classes corals i orquestrals al Conservatori, i va fundar la "Sydney Opera School". Al Conservatori va ensenyar a compositors australians com Miriam Hyde. El compositor australià expatriat Vincent Plush (n. 1950) escriu que quan Arnold Schoenberg va sol·licitar la plaça de professor d'harmonia i teoria al Conservatori de Sydney el 1934, Bainton va rebutjar la sol·licitud per "idees modernistes i tendències perilloses". Un col·lega anònim de Bainton suposadament va comentar que Schoenberg era jueu.
Coincidint amb l'arribada de Bainton a Sydney, hi va haver moviments per formar una orquestra professional permanent per a l'"Australian Broadcasting Commission", que ocasionalment passava sota el nom de "New South Wales Symphony Orchestra". Més tard va ser rebatejada com a Orquestra Simfònica de Sydney. Bainton va dirigir el concert inaugural d'aquest conjunt el 1934.
Va introduir música fins ara inèdita a Austràlia, com la Simfonia núm. 2 d'Elgar el 1934; Tercera Simfonia de Bax; i obres de Debussy, Sibelius, Delius i Walton, entre d'altres. El 1944, l'estrena de la seva òpera The Pearl Tree al "Conservatorium Opera School" va rebre l'aclamació de la premsa i del públic. Es va oferir una nit addicional a causa de la demanda, i en aquesta última ocasió es va descobrir un bust de Bainton al vestíbul.
Aleshores, Austràlia tenia una edat de jubilació obligatòria de 65 anys, però Bainton va continuar dirigint (temporalment amb l'Orquestra Simfònica de Nova Zelanda) i va fer gires de conferències al Canadà. El 1956, un atac de cor va afectar greument la seva salut, i el 8 de desembre va morir a Point Piper de Sydney. La seva dona havia mort només uns mesos abans.

## Enregistraments
Algunes de la música de Bainton, tant de cambra com orquestral, s'han enregistrat els darrers anys al segell discogràfic Chandos i a Dutton Epoch. Anteriorment, el seu treball va ser gairebé completament descuidat en el suport discogràfic o de difusió.